# Distrikt Beaufort
Der Distrikt Beaufort ist ein Verwaltungsbezirk im malaysischen Bundesstaat Sabah. Verwaltungssitz ist die Stadt Beaufort. Der Distrikt ist Teil des Gebietes Interior Division, zu dem die Distrikte Beaufort, Keningau, Kuala Penyu, Nabawan, Sipitang, Tambunan und Tenom gehören.

## Demographie
Der Distrikt Beaufort hat 75.716 Einwohner (Stand: 2020).
Die Bevölkerung betrug gemäß dem Zensus von 2010 64.350. Die Bevölkerung verteilte sich 2010 folgendermaßen auf die größeren Gemeinden und das Gesamtgebiet des Distrikts:
| Gemeinde          | Einwohner (2010) |
| ----------------- | ---------------- |
| Beaufort          | 12742            |
| Bukau             | 50               |
| Gadong            | 11               |
| Kota Klias        | 203              |
| Limbawang         | 1                |
| Lingkungan        | 13               |
| Membakut          | 516              |
| Padas Damit       | 125              |
| Weston            | 334              |
| übriges Gebiet    | 50355            |
| Distrikt Beaufort | 64350            |

## Verwaltungssitz
Verwaltungssitz des Distrikts ist die Stadt Beaufort.